# Framstraße
Die Framstraße, benannt nach dem norwegischen Expeditionsschiff Fram, ist ein Seeweg zwischen der Grönlandsee im Nordatlantik und  der Wandelsee im Arktischen Ozean. Er verläuft zwischen Spitzbergen und Nordostrundingen im Nordosten Grönlands. Die Framstraße ist etwa 500 km breit und bis zu 5669 m tief (Molloytief).
Durch die Framstraße verlassen große Mengen arktischen Meereises – etwa 2300 km³ plus 1900 km³ Süßwasser jährlich  – den Arktischen Ozean und werden Teil des Ostgrönlandstroms. Sie sind allerdings starken jährlichen Schwankungen unterworfen.
Eine besondere Bedeutung kommt der Framstraße bei der Klimaentwicklung zu, da sie mit einer Schwellentiefe von 2200 m die einzige Tiefenwasserverbindung des Arktischen mit den restlichen Ozeanen bildet; über diese Verbindung erfolgt der Austausch der sauerstoffreichen Wassermassen.
Während der östliche Teil der Framstraße beeinflusst durch den Einstrom von relativ warmem Atlantikwasser im Westspitzbergenstrom im Sommer weitgehend eisfrei bleibt, ist ihr westlicher Teil mit dem von Nord nach Süd fließenden Ostgrönlandstrom ganzjährig von Eis bedeckt. Dieser Rückstrom hat sich seit den späten 1990er-Jahren um ca. 0,5 bis 0,8 Grad Celsius erwärmt, das einströmende Wasser um ein knappes Grad Celsius.
Seit 1982 forscht das Alfred-Wegener-Institut für Polar- und Meeresforschung an Bord des Forschungseisbrechers Polarstern im Sommer in der Arktis und hat in der Framstraße automatische Messstationen für eine längerfristige Beobachtung der Strömungsverhältnisse installiert; gesammelte Daten zeigen anhand des „79-Grad-Nord-Gletschers“, dass auch das Eis in der Nordost-Ecke Grönlands schmilzt. Von 1984 bis 1997 erstellte die Polarstern mittels Mehrstrahlecholot eine hochauflösende Karte des Meeresbodens der mittleren Framstraße. Dabei wurden etwa 36.500 km² zwischen 78–80 °N und 0–7.5 °E in einer Auflösung von etwa 100 Metern kartiert.